# Gyula Mándi

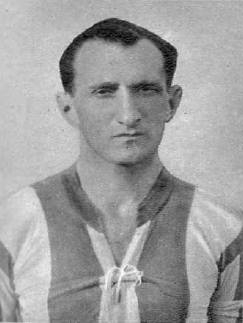
Gyula Mándi

Gyula Mándi, auch Gyula Mandl und Julius Mandel, (* 21. Jänner 1899 in Budapest, Österreich-Ungarn; † 27. November 1969 in Budapest, Ungarn) war ein ungarischer Fußballspieler und Fußballtrainer.

## Vereinskarriere
Gyula Mándi gab sein Debüt in der Kampfmannschaft des MTK Budapest in der Saison 1919/20. Der MTK war zu dieser Zeit die dominierende Mannschaft in der ungarischen Liga und hatte mit Spielern wie Imre Schlosser, Alfréd Schaffer, Vilmos Kertész, György Orth und József Braun eine Reihe von Nationalspielern in seinen Reihen. Der junge Verteidiger konnte sich trotz seines schmächtigen Körpers mit gutem Stellungsspiel bald einen Stammplatz sichern und holte mit dem MTK bis 1925 sechs Meistertitel in Folge, die Mannschaft musste in diesem Zeitraum nur neun Niederlagen hinnehmen. Nach Einführung des Berufsfußballs in Ungarn wurde der Verein in MTK Hungária Budapest umbenannt und gehörte weiter zu den führenden Mannschaften des Landes, ohne jedoch die ursprüngliche Dominanz aufrechterhalten zu können. Bis zu Mándis Karriereende 1937 kamen noch drei weitere Meistertitel hinzu.

## Nationalteam
Seinen ersten Einsatz im Nationalteam hatte Mándi im Juni 1921 gegen Deutschland. Er wurde rasch zu einer festen Größe in der Auswahl, wo er die Verteidigung meist gemeinsam mit Károly Fogl bildete. 1924 nahmen die Ungarn an den Olympischen Sommerspielen teil, wo sie sich berechtigte Hoffnungen auf ein erfolgreiches Abschneiden machen konnten. Nach einem klaren Sieg in der ersten Runde über Polen kam es jedoch zu einem sensationellen 0:3 gegen Ägypten und damit zum vorzeitigen Ausscheiden aus dem Turnier, wobei Mándi in beiden Spielen auf dem Platz stand.
Zu regelmäßigen Einsätzen im Nationalteam kam er auf Grund einer Knieverletzung erst wieder im Zeitraum von 1929 bis 1932, wobei er auch fünfmal im Rahmen des Europapokals der Fußball-Nationalmannschaften eingesetzt wurde. Nachdem er über zwei Jahre keine Einberufungen mehr erhalten hatte, lief er letztmals im April 1934 beim Qualifikationsspiel für die Fußball-Weltmeisterschaft 1934 gegen Bulgarien für Ungarn auf. Insgesamt bestritt er 31 Spiele für sein Land.

## Trainerkarriere
Nach seiner aktiven Karriere war Mándi beim ungarischen Fußballverband tätig. Während der Zeit der Goldenen Elf in den 1950er Jahren war Mándi eigentlich nomineller Trainer der Nationalmannschaft, jedoch Gusztáv Sebes untergeordnet, der den Posten des stellvertretenden Sportministers bekleidete und in der Außenwirkung als Teamtrainer wahrgenommen wurde, während Mándi und Márton Bukovi als dessen Assistenten fungierten, wobei ersterer insbesondere für die Durchführung des Trainings verantwortlich war.
1957 verließ Mándi Ungarn und übernahm Mitte August den Posten als Trainer des America FC in Rio de Janeiro, wo er bis Anfang April 1958 verblieb. Mit America erreichte er einen Mittelplatz in der Meisterschaft von Rio von 1957, was ebenso als unbefriedigend angesehen wurde wie der letzte Platz, gemeinsam mit zwei weiteren Mannschaften, beim Rio-São Paulo Turnier von 1958. 
Von 1959 bis 1963 sowie ein weiteres Mal 1964 betreute er die israelische Fußballnationalmannschaft. 1960 belegte er mit ihr bei der asiatischen Kontinentalmeisterschaft, die in Südkorea ausgetragen wurde, den zweiten Platz hinter den Gastgebern.

## Erfolge
- 9 × Ungarischer Meister: 1920, 1921, 1922, 1923, 1924, 1925, 1929, 1936, 1937
- 3 × Ungarischer Cupsieger: 1923, 1925, 1932
- Olympiasieger: 1952 (als Betreuer)
- Vizeweltmeister: 1954 (als Betreuer)
- 31 Spiele für die ungarische Fußballnationalmannschaft